# Toni Tapalović
Toni Tapalović (Gelsenkirchen, Alemania, 10 de octubre de 1980) es un exfutbolista y preparador de arqueros alemán. Jugaba de portero y su primer equipo fue el Fortuna Gelsenkirchen. Fue el entrenador de porteros del Bayern Múnich desde el 2011 hasta el 2023. Actualmente es asistente técnico de Hansi Flick en el Fútbol Club Barcelona de LaLiga 1 de España.

## Clubes
| Club              | País                | Año       |
| ----------------- | ------------------- | --------- |
| Schalke 04        | Bandera de Alemania | 1998-2002 |
| VfL Bochum        | Bandera de Alemania | 2002-2004 |
| KFC Uerdingen     | Bandera de Alemania | 2004-2005 |
| Kickers Offenbach | Bandera de Alemania | 2005-2006 |
| Schalke 04        | Bandera de Alemania | 2006-2009 |
| Mainz 05 II       | Bandera de Alemania | 2009-2011 |

- Datos: Q832676